# Unic TU1
L'Unic TU1 est un semi-chenillé, conçu en 1939 pour l'Armée française par Unic. Il est utilisé pendant la Seconde Guerre mondiale par la France et l'Allemagne nazie.

## Conception
Le TU1 est conçu pour l'infanterie, tractant le canon antichar de 25 mm modèle 1934 ou la voiturette de ravitaillement modèle 1937. Il peut rouler sans problèmes à 4 km/h, la vitesse d'un fantassin marchant. Il est également très bas car destiné à accompagner l'infanterie en première ligne.
Il dispose d'un nouveau propulseur Semri. Le train de roulement est fixé sur un longeron oscillant librement verticalement. La chenille métallique a des semelles en caoutchouc sur ses patins en acier.
Le prototype sort en janvier 1939 mais le propulseur doit être amélioré et l'engin est prêt en mai 1939.

## Service

### Armée de terre française
L'Armée de terre commande 1 000 exemplaires le 12 septembre 1939, la commande passant ensuite à 1 570 exemplaires livrables avant décembre 1940.
Les premiers TU1 sont livrés à l'Armée fin mars - début avril 1940. Les retards de livraison font que cet engin reste anecdotique, avec 236 unités livrées. Les TU1 sont affectés à des missions différentes de celles prévues, et servent par exemple comme tracteur de ravitaillement dans les batteries antichars automotrices (équipées de Laffly W15 TCC) ou comme tracteur de ravitaillement dans les bataillons de chars de combat reconstitués début juin 1940.

### Wehrmacht
L'armée allemande récupère après la Bataille de France les exemplaires survivants, sous le nom de Zugkraftwagen Unic TU1 U305(f). Il est possible que les Allemands aient obtenu des exemplaires qui n'étaient pas terminés en juin 1940. Certains TU1 sont revendus sur le marché civil pendant la guerre. Quelques uns sont notamment utilisés par les marins-pompiers du port de Toulon.

### Après guerre
Après 1945, le TU1 est remis en service dans l'Armée de terre comme « dépanneur léger d'artillerie » puis est rapidement retiré des contrôles.
Sept exemplaires existent encore en 2013.